# Wysoka (Tatry)
Wysoka (słow. Vysoká, niem. Tatraspitze, węg. Tátra-csúcs) – dwuwierzchołkowy szczyt o wysokości 2559 m, położony w grani głównej Tatr po stronie słowackiej. Wierzchołki mają prawie równą wysokość (wyższy o około 25 cm jest wierzchołek południowo-wschodni), a rozdziela je położona około 22 m niżej Przełączka w Wysokiej (Štrbina vo Vysokej). Wcześniejsze źródła podawały wysokość szczytu jako 2547 m lub 2560 m.
Wysoka należy do Wielkiej Korony Tatr.

## Topografia
Masyw Wysokiej położony jest pomiędzy masywami Rysów (rozdziela je przełęcz Waga – sedlo Váha) i Ganku (Gánok – rozdziela je szeroka Rumanowa Przełęcz). W grani w kierunku od Wysokiej do Małego Ganku (najbardziej na zachód wysuniętego wierzchołka w masywie Ganku) wyróżnia się następujące obiekty:
- Zachodnia Rumanowa Przełęcz (Západné Rumanovo sedlo),
- Rumanowe Czuby (Rumanové zuby) przedzielone przełęczą:
  - Zachodnia Rumanowa Czuba (Západný Rumanov zub),
  - Pośrednia Rumanowa Przełęcz (Prostredné Rumanovo sedlo),
  - Wschodnia Rumanowa Czuba (Východný Rumanov zub),
- Wschodnia Rumanowa Przełęcz (Východné Rumanovo sedlo),
- Bartkowa Turnia (Bartkova veža),
- Bartkowa Przełączka (Bartkova štrbina).

Słowacy grań między Wysoką a Bartkową Turnią nazywają Rumanov hrebeň.
Cztery najwyższe szczyty masywu, zwane Koroną Wysokiej (Koruna Vysokej), to kolejno od północnego zachodu:
- Ciężki Szczyt, zwany dawniej Czeskim Szczytem (Ťažký štít), wznoszący się bezpośrednio powyżej Wagi, a od głównych wierzchołków oddzielony Przełęczą pod Wysoką,
- północno-zachodni wierzchołek Wysokiej, z krzyżem,
- południowo-wschodni wierzchołek Wysokiej,
- Smoczy Szczyt (Dračí štít), oddzielony Przełęczą pod Smoczym Szczytem, w którego południowo-wschodniej grani wyróżniają się znacznie już niższe Szarpane Turnie (Ošarpance), z których najwyższa jest Wielka Szarpana Turnia (Veľký Ošarpanec).

Południowo-wschodni wierzchołek jest zwornikiem dla dwóch bocznych grani:
- Siarkańskiej Grani (Dračí hrebeň) z Siarkanem i Złomiską Turnią,
- południowo-wschodniej grani Wysokiej ze Smoczym Szczytem i Szarpanymi Turniami.

Masyw Wysokiej góruje nad dolinami:
- Doliną Ciężką (Ťažká dolina) – odgałęzieniem Doliny Białej Wody (Bielovodská dolina); opada do niej 550-metrowej wysokości północna ściana[10], kulminująca w obu wierzchołkach Wysokiej, poniżej której rozległe pola piargów schodzą do Zmarzłego Stawu[4],
- Dolinką Smoczą (Dračia dolinka) – północno-zachodnim odgałęzieniem Doliny Złomisk (Zlomisková dolina), która jest odnogą Doliny Mięguszowieckiej,
- Złomiską Zatoką (Kotlinka pod Dračím sedlom) – niewielkim odgałęzieniem Doliny Złomisk wciśniętym pomiędzy dwie boczne granie Wysokiej,
- Dolinką Rumanową (Rumanova dolinka) – północnym odgałęzieniem Doliny Złomisk; opada do niej wschodnia, 450-metrowa ściana, w swej górnej, mniej stromej części podzielona rozdwajającym się, wielkim żlebem i kulminująca w południowo-wschodnim wierzchołku[4].

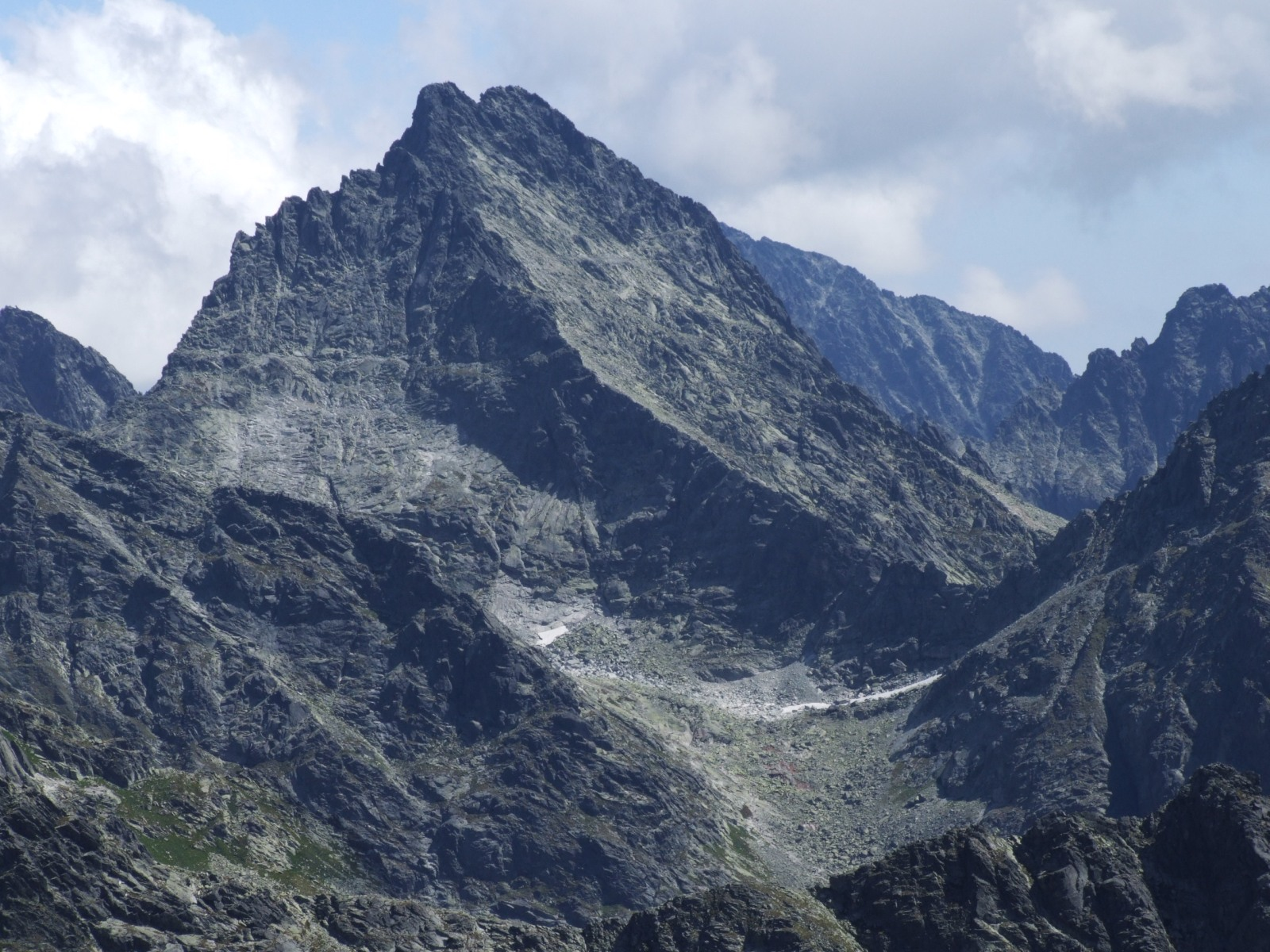
Wysoka, widok z Wyżniej Koprowej Przełęczy
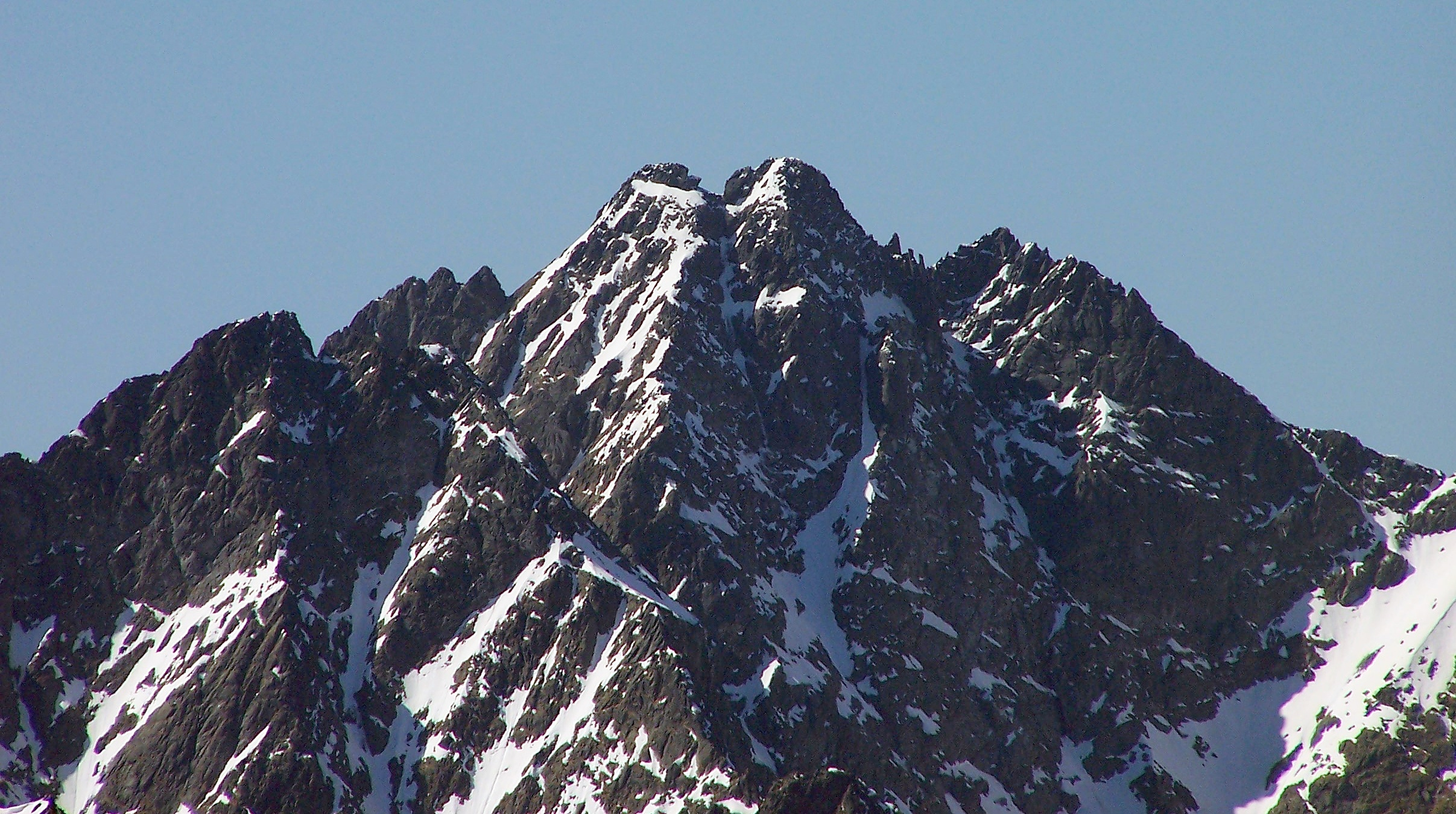
Szczyty Wysokiej
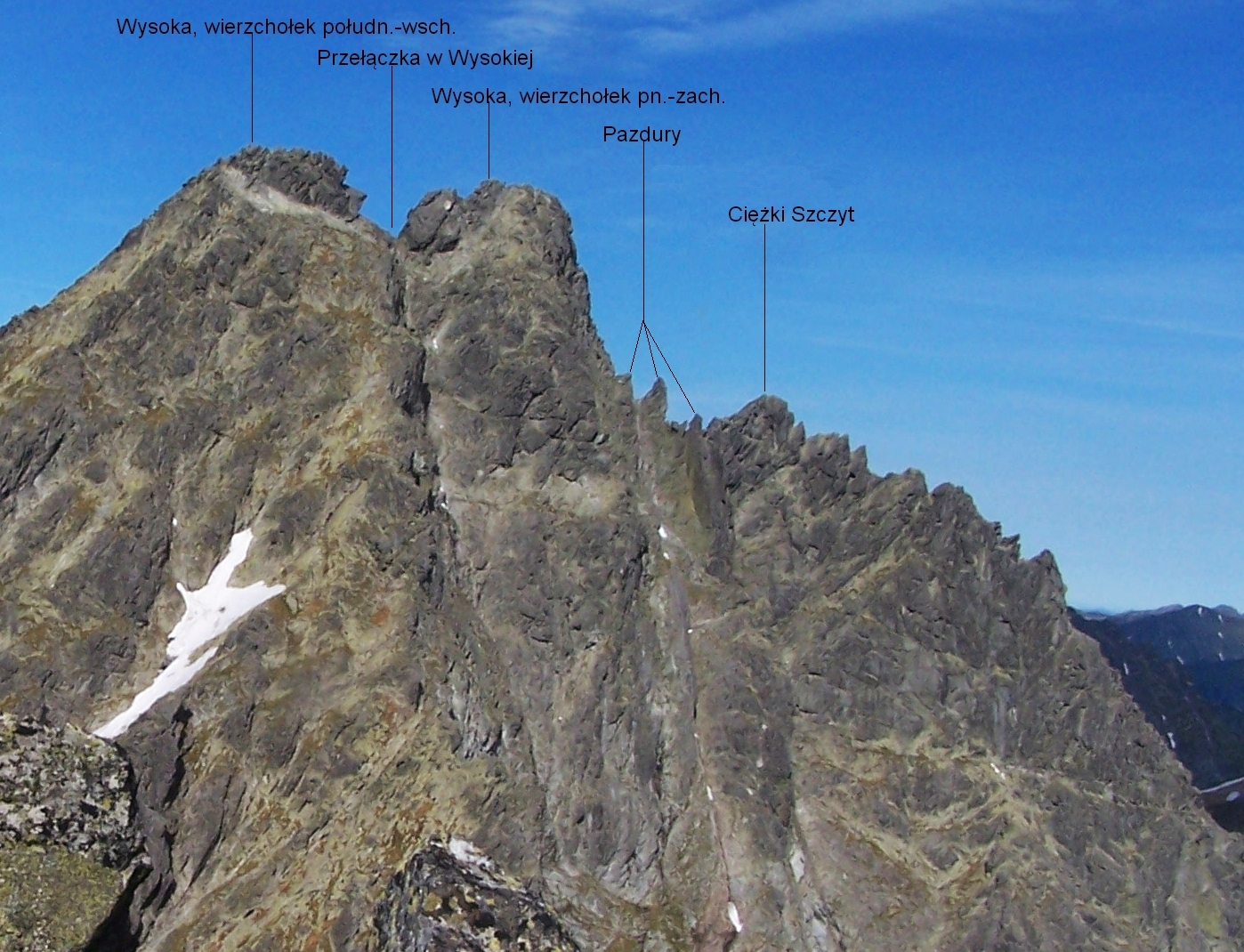
Wysoka, widok z Ganku
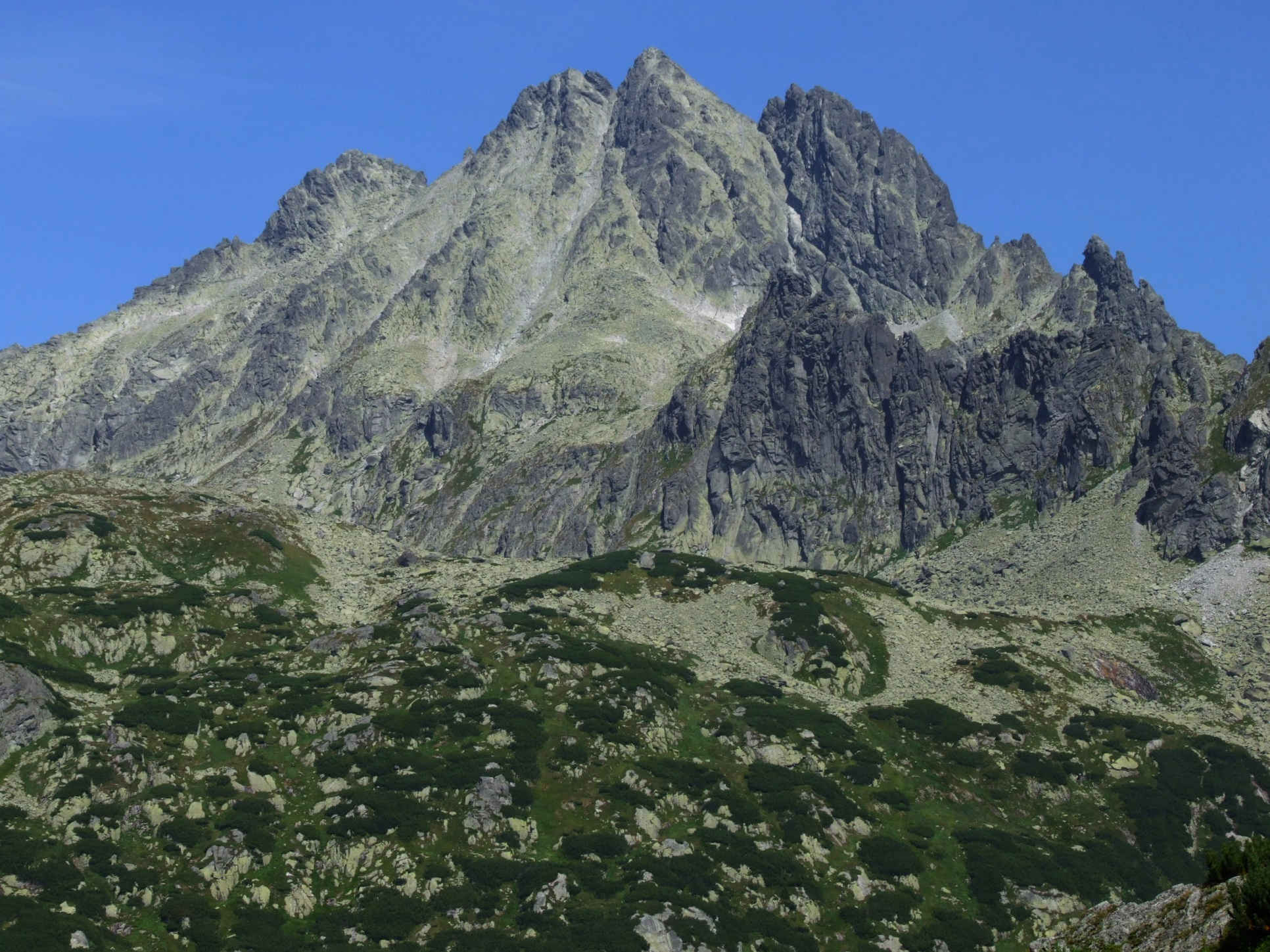
Korona Wysokiej od południa
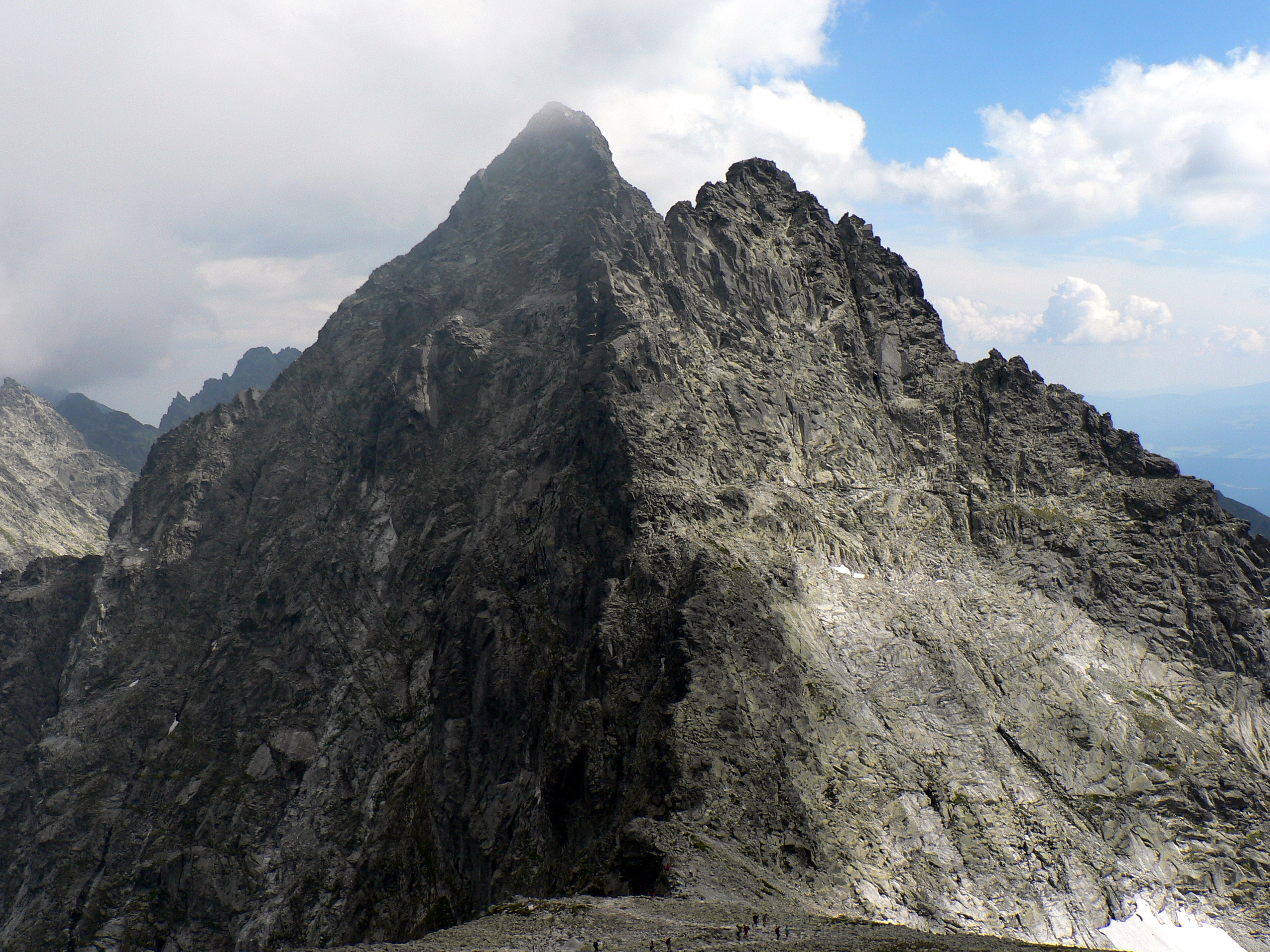
Wysoka i Ciężki Szczyt ze zboczy Rysów
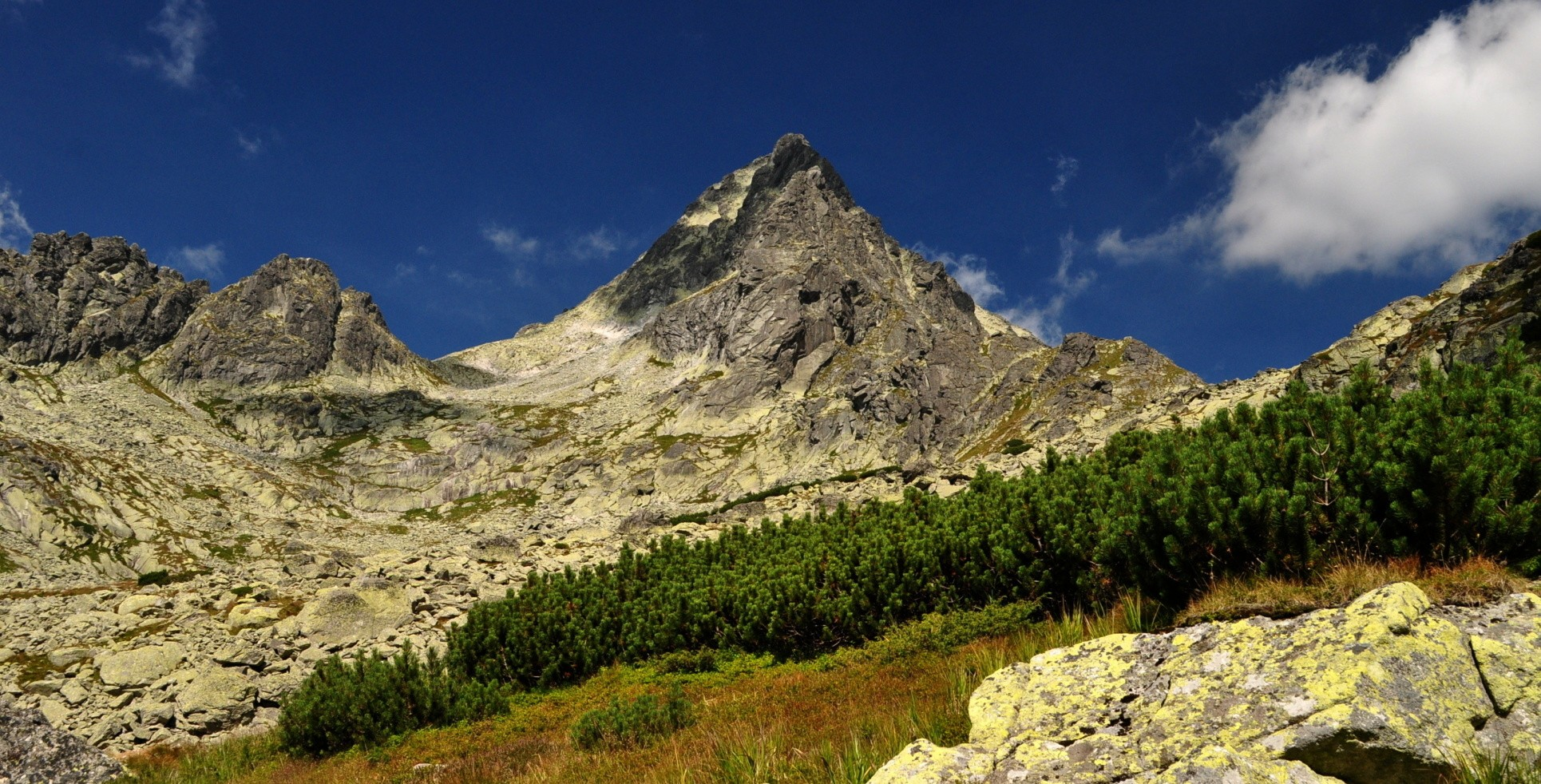

## Historia
Pierwsze odnotowane wejścia:
- wejście pierwsze (przez Siarkańską Przełęcz) – Mór Déchy, Ján Ruman Driečny (młodszy) i Martin Spitzkopf, 3 września 1874 r.,
- wejście drugie (od Wagi) – Adam Asnyk, Jan Gwalbert Pawlikowski, Mieczysław Gwalbert Pawlikowski, Józef Fronek, Jakub Giewont, Józef Sieczka, Maciej Sieczka, 27 lipca 1876 r.,
- wejście zimowe – Harry Berceli, Károly Jordán, Johann Franz (senior) i Paul Spitzkopf, 11 kwietnia 1903 r.
- do historii przeszło również przejście północnych urwisk przez Aleksandra Znamięckiego i Romana Kordysa, 28 sierpnia 1908 r. Otworzyło ono w taternictwie nową epokę zdobywania wielkich i trudnych technicznie ścian.

W 1877 r. na szczycie był Kazimierz Przerwa-Tetmajer. Z uwagi na rosnącą popularność szczytu Towarzystwo Tatrzańskie ułatwiło wejście na szczyt, zakładając metalowe klamry (na drodze od Wagi, tzw. droga przez Pazdury). W 1958 r. umieszczono na północno-zachodnim wierzchołku żelazny krzyż. Potajemnie uczynili to chatarzy schroniska pod Rysami.

## Turystyka
Wysoka według wyników polskiej ankiety uważana jest za najpiękniejszy szczyt Tatr. Jej ścianami poprowadzono wiele dróg taternickich. Szczyt jest udostępniony do działalności wspinaczkowej dla osób spełniających wymogi. Nie jest on jednak dostępny znakowanym szlakiem turystycznym. Dla turystów istnieje możliwość wejścia z przewodnikiem. Swojej wysokości i położeniu w grani Wysoka zawdzięcza bardzo rozległy widok. Tytus Chałubiński w 1879 pisał o niej: „Stąd jednocześnie i grupę Gierlachu i szczególniej Krywania doskonale opatrzysz, nie mówiąc już o zachodnich szczytach. Jeden tylko zarzut można zrobić temu punktowi, że z niego nie widzisz Wysokiej, bo ona istotnie każdej panoramie tatrzańskiej nadaje szczególny wdzięk wykwintnymi swoimi kształty”. Widok – rozleglejszy z wierzchołka południowo-wschodniego – podobny jest do panoramy z Rysów.
Dawniej nazwa Wysoka była używana także w odniesieniu do innych szczytów tatrzańskich – Staroleśnego Szczytu, Łomnicy i Krywania.